# Giuseppe Dell'Orefice
Giuseppe Dell’Orefice (Fara Filiorum Petri, 21 agosto 1848 – Napoli, 4 gennaio 1889) è stato un compositore e direttore d'orchestra italiano.
Nacque da Antonio e da Vienna De Matteis. Fu avviato agli studi musicali dallo zio frate Alessandro di Fara e dai fratelli Nicola e Biagio, insegnanti rispettivamente di clarinetto e tromba. Dal 1862 studiò composizione come allievo interno presso il conservatorio Conservatorio di San Pietro a Majella di Napoli.
Dopo aver iniziato come direttore di coro e d'orchestra in vari teatri napoletani, esordì al Teatro S. Carlo nel 1872 con il balletto I fantasmi, seguito l'anno successivo da Ilda, entrambi con coreografia di Federico Fusco.
Nel 1874 compose la sua prima opera teatrale in tre atti, Romilda de' Bardi, su libretto di Nunzio Federico Faraglia, rappresentata al Teatro Mercadante (già Teatro del Fondo) di Napoli e successivamente al Teatro Regio di Parma (1876) e al Teatro Fenaroli di Lanciano (1877). Nel 1875 compose il dramma in quattro atti Egmont, sempre su libretto di Faraglia con lo pseudonimo di Graziano Fulina, rappresentato nel 1878 al Teatro San Carlo con Giuseppe Capponi (tenore), Giuseppina De Giuli Borsi (soprano), Michele Medica (baritono). Entrambe le opere riscossero un notevole successo di pubblico e di critica favorendo anche la carriera di Dell'Orefice come direttore al San Carlo, incarico che ricoprì dal 1877 al 1882.
Compose inoltre l'opera comica Il segreto della duchessa, su libretto di Enrico Golisciani, rappresentata dal 1879 a Palazzo Cassano, sede della Società Filarmonica di Pizzofalcone, ma anche musica sacra, per orchestra, per pianoforte, per voce e pianoforte, oltre a romanze e canzoni napoletane, alcune su testi di Salvatore Di Giacomo e Roberto Bracco.
Ammalatosi gravemente dopo la morte della moglie, morì nel manicomio di San Francesco di Sales il 4 gennaio 1889, appena quarantenne.

## Opere
- Romilda De'Bardi (melodramma in tre atti, libretto di Nunzio Federico Faraglia )
- Egmont (dramma in quattro atti, libretto di Graziano Fulina, pseudonimo di Nunzio Federico Faraglia)
- Il Segreto della Duchessa (commedia in due atti, libretto di Enrico Golisciani)

## Premio Giuseppe Dell'Orefice
Il premio intitolato al Maestro vede le assegnazioni a personalità di spicco del mondo musicale italiano e internazionale. L'evento cade nel mese di agosto, in onore del fatto che Giuseppe nacque il 21 agosto del 1848.
Elenco Premiati
- anno 2013 Maurizio Colasanti
- anno 2017 Istituzione Sinfonica Abruzzese
- anno 2021 Enrico Melozzi[3]
- anno 2022 Davide Cavuti